# Slinky
Un slinky és el nom comercial d'una joguina consistent en una molla en espiral, llençat al mercat dels Estats Units el 1945. Va ser inventat per l'enginyer naval Richard James (1918-1974) i Betty James (1918-2008), Betty va triar el nom, en inspirar-se de l'adjectiu anglès slinky: «elegant i sinuós en moviment o contorn», del verb to slink: «moure's furtivament». El 2008, se n'havien venut uns tres-cents milions.
Té característiques (dimensions, diàmetre del fil, diàmetre de la molla, massa, mòdul elàstic…) que li permeten de fer moviments curiosos com ara baixar escales o un pla inclinat de forma tot sol, a partir d'una petita acció inicial.
Els models originals són d'acer. Amb el temps, Betty James, que va continuar l'empresa quan son home la va deixar per unir-se a una secta religiosa a Bolívia, en va desenvolupar variants, amb colors, com un arc de Sant Martí, el gos Slinky, que va aparèixer al film Toy Story. En ser molt popular, es va incloure en la llista del National Toy Hall of Fame.

## Història

### Creació
El 1943, Richard T. James, un enginyer mecànic naval, va observar una molla que queia cap avall després de ser tombada d'un prestatge i que després es va aturar en posició vertical. La dona de James, Betty, va recordar més tard: «Va tornar a casa i va dir: 'Crec que si aconseguís la propietat correcta de l'acer i la tensió correcta, podria fer-lo caminar'». James va experimentar amb diferents tipus de filferro d'acer durant l'any següent i finalment va trobar una molla que caminava. La Betty era escèptica, però va canviar d'opinió quan la joguina va ser afinada i els nens del barri van expressar un gran interès per ella.
En Richard i la Betty van fundar James Industries i van començar a fabricar slinkys a Clifton Heights, Pennsilvània, venent-los per 1 dòlar cadascun. Feien 64 mm  d'alçada, i incloïa 98 bobines d'acer suec de color blau-negre d'alta qualitat. Inicialment van tenir dificultats per vendre Slinky a botigues de joguines, però el 1945 se'ls va concedir permís per instal·lar un pla inclinat a la secció de joguines dels grans magatzems Gimbels de Filadèlfia per fer-ne una demostració el dimarts després d'Acció de Gràcies.  Va ser un èxit instantani; les primeres 400 unitats es van vendre en 90 minuts. El 1946, Slinky va ser presentat a la Fira de Joguines Americana.
El Slinky tenia un preu original d'1 dòlar, però molts van pagar molt més a causa dels augments de preu de l'acer per a ressorts a Pennsilvània. No obstant això, ha mantingut un preu modest al llarg de la seva història com a resultat de la preocupació de Betty James per l'assequibilitat de la joguina per a clients menys rics. A més del seu ús com a joguina, s'ha utilitzat com a eina d'ensenyament a l'aula; com a antena de ràdio portàtil i extensible en temps de guerra (especialment la Guerra del Vietnam). Va ser inclòs al Saló Nacional de la Fama de les Joguines a The Strong, a Rochester, Nova York, l'any 2000. El 2003, va ser inclòs a la llista del segle de les joguines de l'Associació de la Indústria de les Joguines. En els seus primers 60 anys, es van vendre uns 300 milions de Slinkys.

### Desenvolupaments posteriors
El 1960, després que la seva dona demanés el divorci, Richard James va deixar l'empresa i es va convertir en missioner evangèlic a Bolívia amb Wycliffe Bible Translators. Betty James va traslladar l'empresa a Hollidaysburg, Pennsilvània, el 1964, i l'empresa va créixer sota la seva direcció. Va atribuir l'èxit de la joguina a la seva simplicitat. L'empresa va ser venuda a Poof Products, Inc. el 1998. Slinky va continuar la producció a Hollidaysburg.
Betty James va morir d'insuficiència cardíaca congestiva el novembre de 2008, als 90 anys, després d'haver estat presidenta de James Industries del 1960 al 1998.
El juliol de 2012, Poof-Slinky, Inc. va ser adquirida per l'empresa de capital privat Propel Equity Partners. El 2014, Propel Equity Partners va consolidar Poof-Slinky i diverses altres marques de joguines en Alex Brands.
El juliol de 2020, la marca Slinky va ser venuda a Just Play.

## Propietats físiques
Les regles que regeixen la mecànica d'un Slinky són la llei de Hooke i els efectes de la Gravetat.

### Període d'oscil·lació
L'oscil·lació d'un Slinky suspès verticalment té la durada periòdica
{\displaystyle T={\sqrt {\frac {32L}{g}}}\,,}
on {\textstyle L} és la longitud del Slinky en el camp gravitatori de la Terra i {\textstyle g} l'acceleració deguda a la gravetat {\textstyle g=9.81\,\mathrm {m/s} ^{2}} . Tinguis en compte que l'expressió per a {\textstyle T} és independent de la constant de la molla {\textstyle k} i la massa {\textstyle m} del Slinky. Per a un pèndol de ressort hom esperaria aquesta dependència. Això és degut a la dependència de {\textstyle k} i {\textstyle m} està amagat en la longitud {\textstyle L(k,m)}:
{\displaystyle L(k,m)={\frac {mg}{2k}}={\frac {W}{2k}}\,,}
això permet escriure:
{\displaystyle T=4{\sqrt {\frac {m}{k}}}\,.}
Aquesta expressió difereix del pèndol de ressort ordinari
{\displaystyle T_{\mbox{spring pendulum}}=2\pi {\sqrt {\frac {m}{k}}}\,,}
perquè per al pèndol de ressort se suposa una molla sense massa amb una massa {\textstyle m} enganxat a la part inferior.

### Fenòmens
Quan es posa en moviment sobre una plataforma esglaonada com ara una escala, l'Slinky transfereix energia al llarg de la seva longitud en una ona longitudinal. Tota la molla baixa d'un extrem a l'altre en un moviment periòdic com si estigués caminant cap avall d'un esglaó a la vegada.
Quan es deixa caure l'extrem superior de l'Slinky, la informació del canvi de tensió s'ha de propagar a l'extrem inferior abans que ambdós costats comencin a caure; la part superior d'un Slinky estès baixarà mentre que la part inferior roman inicialment a la seva posició original, comprimint la molla. Això crea un temps de suspensió de ~0,3 s per a un Slinky original, però té el potencial de crear un temps de suspensió molt més gran. El centre de massa d'un Slinky suspès s'accelera cap avall a 1 g (uns 9,8 m/s2); quan s'allibera la part inferior es mou cap a la part superior amb una acceleració ascendent equivalent i constant a mesura que s'alleuja la tensió. A mesura que la molla es contrau, cada punt al llarg de la seva longitud accelerarà cap avall amb la gravetat i la tensió, i experimentarà una disminució de l'acceleració descendent global relacionada amb l'alçada al llarg de la molla a causa del canvi de força de la molla amb l'extensió. A la part inferior de la molla, l'acceleració inicial ascendent es redueix d'acord amb la llei de Hooke a mesura que la molla es contrau, però el centre cap al qual es mou s'acosta, és a dir, que la base s'haurà desplaçat prou cap al centre de la massa inercial perquè sembli que ha quedat quieta. Si aquesta fenomenologia s'estengués a cordes molt lleugeres amb masses pesades en suspensió (que tenen distribucions de tensió aproximadament lineals), caldrien matemàtiques diferents per explicar el fenomen.

## Història comercial

### Dingle
El jingle de l'anunci de televisió Slinky es va crear a Columbia, Carolina del Sud, el 1962, amb Johnny McCullough i Homer Fesperman escrivint la música i Charles Weagly escrivint la lletra. Es va convertir en el jingle de més llarga durada de la història de la publicitat.
El jingle ha estat parodiat i referenciat en la cultura popular. Es veu a l'anunci Log del programa The Ren & Stimpy Show i la canta l'actor Jim Carrey a Ace Ventura: Operació Àfrica. També es fa referència a la pel·lícula Lords of Dogtown, on Emile Hirsch la canta íntegrament, i Eddie Murphy la canta com a part de la rutina final de la pel·lícula de monòlegs còmics Eddie Murphy Raw. També va ser parodiat en un anunci de l' Isuzu Amigo utilitzat com a promoció del retorn del vehicle a finals de març de 1998, gairebé dos mesos abans que l'anunci fos retirat a causa de les crítiques de l'empresa que fabricava l'Slinky.

### Gos furtiu
Al principi de la història de James Industries, Helen Herrick Malsed de l'estat de Washington va enviar a l'empresa una carta i dibuixos per desenvolupar les joguines Slinky. A l'empresa li van agradar les seves idees i Slinky Dog i Slinky Train es van afegir a la línia de productes de l'empresa. Slinky Dog, un petit gos de plàstic els extrems davanter i posterior del qual estaven units per un Slinky metàl·lic, va estrenar-se el 1952. Malsed va rebre royalties de 60.000 a 70.000 dòlars anuals durant 17 anys per la seva patent per a la idea de la joguina Slinky, però mai va visitar la planta.
El 1995, el Slinky Dog (amb les veus de Jim Varney i Blake Clark) va ser redissenyat per a totes les pel·lícules de Toy Story de Pixar. James Industries havia deixat de fabricar el seu Slinky Dog uns anys abans. Betty James va aprovar el nou Slinky Dog, dient a la premsa: «L'anterior Slinky Dog no era ni de bon tros tan bonic com aquest».

### Plàstic Slinky
També hi ha disponibles Slinkys de plàstic. Es poden fer en diferents colors. Molts d'ells estan fets amb els colors de l'arc de Sant Martí en ordre de l'arc de Sant Martí. Es van comercialitzar a la dècada del 1970 com una alternativa més segura als Slinkys metàl·lics, ja que no presentaven cap perill quan s'inserien en endolls elèctrics. La joguina de molla de plàstic, coneguda com a Plastic Slinky, va ser inventada per Donald James Reum d'Avon Plastics a Albany, Minnesota. A Reum se li va acudir la idea mentre experimentava amb diferents tècniques per produir una mànega en espiral per regar plantes. No obstant això, tal com va sortir de la línia de muntatge, segons els seus fills, semblava més aviat un Slinky. Hi va treballar fins que va sortir perfecte i després va anar a Betty James amb el seu prototip. Reum va fabricar el Plastic Slinky per a Betty James durant diversos anys. Finalment, Betty James va decidir fabricar el producte exclusivament a través de James Manufacturing, posant fi efectivament a la producció de la joguina per part de la petita empresa de Minnesota. La patent número 4120929 de Reum va ser presentada el 28 de desembre de 1976 i emesa per l'Oficina de Patents dels Estats Units el 17 d'octubre de 1978.

## Premis i honors
El 1999, el Servei Postal dels Estats Units va emetre un segell postal Slinky. El Slinky va ser inclòs al National Toy Hall of Fame l'any 2000 a la seva sèrie de segells Celebrate the Century. Richard Geist va presentar un projecte de llei per nomenar l'Slinky com a joguina estatal de Pennsilvània el 2001, però no es va promulgar. El mateix any, Betty James va ser inclosa al Saló de la Fama de l' Associació de la Indústria del Joguet. El 2003, Slinky va ser inclòs a la Llista del segle de les joguines de l'Associació de la Indústria de les Joguines, que inclou les 100 joguines més memorables i creatives del segle XX.

## Altres usos
Els Slinkys i molles similars es poden utilitzar per crear un efecte de so semblant a una pistola làser. Això es fa sostenint un Slinky a l'aire i colpejant-ne un extrem, causant un so metàl·lic que baixa bruscament de to. L'efecte es pot amplificar enganxant un got de plàstic a un extrem del Slinky.
L'helixòfon és el nom que la compositora i artista Sonia Paço-Rocchia va donar a un instrument musical fet amb un Slinky i un ressonador. Hèlix és una instal·lació sonora amb fins a 20 helixòfons, automatitzada i que reprodueix una composició sonora interactiva.
Els Slinkys metàl·lics es poden utilitzar com a antena; ressonen entre 7 i 8 MHz. Durant la guerra del Vietnam, es va utilitzar com a antena portàtil per a comunicacions locals d'alta freqüència. Aquesta configuració tenia molts avantatges respecte a un tret de cable llarg d'un llançagranades M79: dimensions petites, instal·lació ràpida i silenciosa, reutilització, bon angle d'enlairament per a la comunicació local i un rendiment adequat. També es va utilitzar per ampliar l'abast de les ràdios portàtils.
El 1985, conjuntament amb el Centre Espacial Johnson i el Museu de Ciències Naturals de Houston, els astronautes del transbordador espacial Discovery van crear un vídeo que demostrava com es comportaven les joguines familiars a l'espai. Un astronauta va descriure la joguina com una mena de caiguda. El vídeo es va preparar per estimular l'interès dels escolars sobre els principis bàsics de la física i el fenomen de la ingravidesa.
Diversos vídeos en línia han demostrat que es pot muntar un Slinky al pal d'un menjador d'ocells per dissuadir els esquirols de pujar-hi.